# Sông Trà Bồng
Trà Bồng là một trong những huyện miền núi

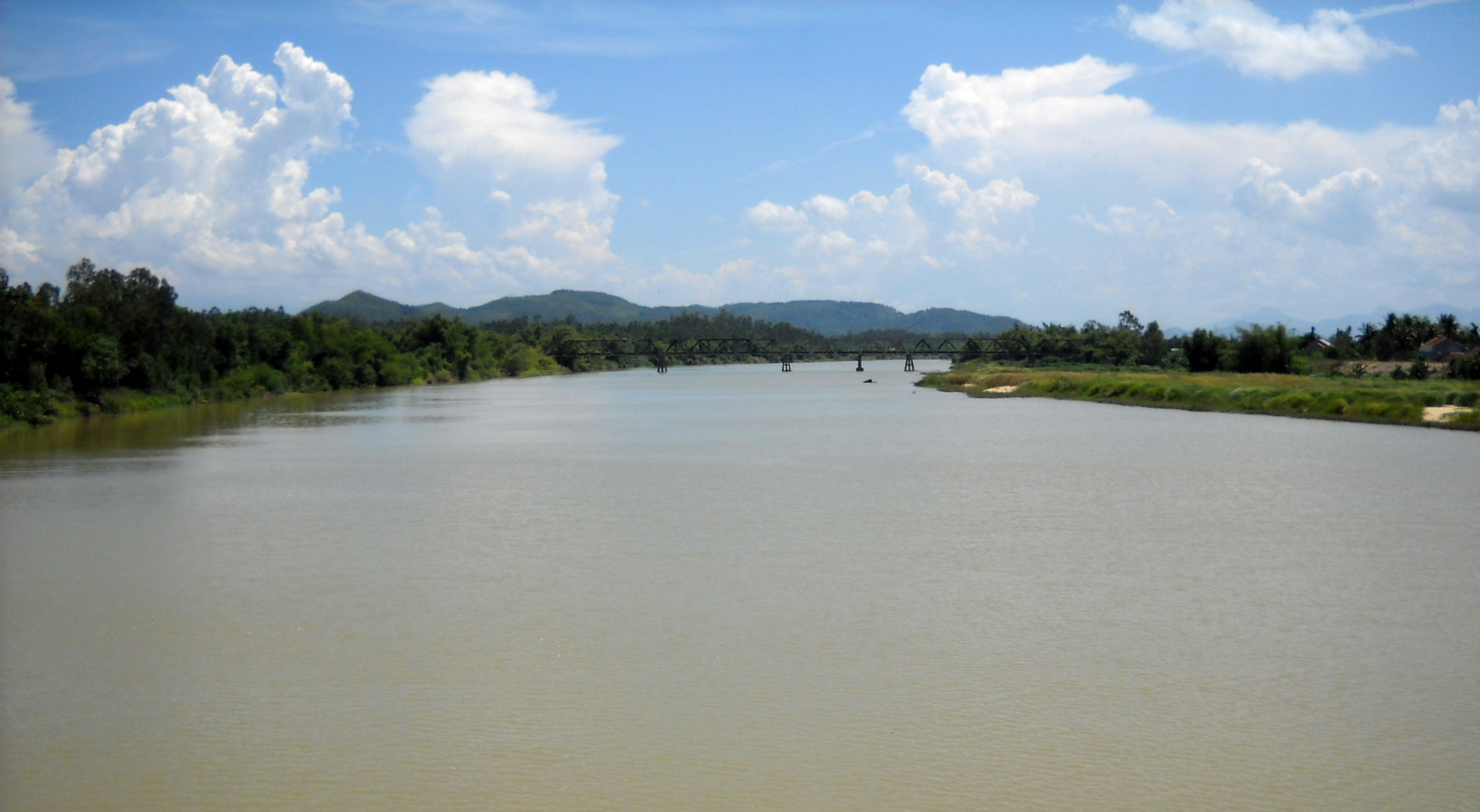
sông Trà Bồng, đoạn qua Bình Sơn, Quảng Ngãi

Sông Trà Bồng là một con sông ở phía bắc tỉnh Quảng Ngãi. Đây là con sông dài thứ ba ở tỉnh Quảng Ngãi sau sông Trà Khúc và sông Vệ..

## Dòng chảy
Sông Trà Bồng có tổng chiều dài 45 km. Diện tích lưu vực 697 km2 và bắt nguồn từ hai nhánh sông. Nhánh đầu tiên khởi đầu từ hợp lưu các suối nhỏ ở miền núi phía Tây xã Trà Hiệp huyện Trà Bồng. Từ đây nhánh sông này chảy theo hướng đông qua các huyện Trà Bồng, Bình Sơn, đến địa phận thị trấn Châu Ổ, huyện Bình Sơn đổi thành hướng nam bắc và hợp lưu với nhánh sông thứ hai rồi tách ra thành hai nhánh tạo thành hai cù lao trước khi hợp nhất lại rồi đổ ra Biển Đông tại cửa Sa Cần.
Nhánh sông thứ hai cũng là tổ hợp của nhiều khe suối nhỏ từ miền núi ở phía tây nam xã Bình Dương chảy theo hướng đông bắc, nhánh này sau đó nhận nước từ phụ lưu là sông Cà Ninh từ phía đông rồi đổi hướng thành tây bắc và hội lưu với nhánh sông chính.